# Iglesia de Santo Domingo de Silos (Arévalo)
La iglesia de Santo Domingo de Silos de Arévalo (provincia de Ávila) es un templo católico situado en la Plaza del Arrabal de esta localidad.
Fue construida en estilo mudéjar pero se transformó ampliamente en las épocas renacentista y barroca. Cuenta con un ábside mudéjar, una reja plateresca y bóvedas barrocas. 
En su interior se veneran los restos de San Vitorino, patrón de Arévalo, así como la nueva imagen de la Virgen de las Angustias, patrona de la ciudad, rescatada después de su abandono provisional al producirse el derribo de la iglesia del Convento del Real, donde históricamente había recibido fervoroso culto. Cuenta con varias obras de arte de muy buena factura destacando su imagen de San Francisco de Asís y la impresionante rejería. En lo referente al culto diario, es la principal Iglesia de Arévalo.